# ペーター1世 (オルデンブルク大公)
ペーター・フリードリヒ・ルートヴィヒ（Peter Friedrich Ludwig, 1755年1月17日 - 1829年5月21日）は、オルデンブルク公国の摂政（在任：1785年 - 1810年、1813年 - 1823年）、のちに第2代オルデンブルク大公（在位：1823年 - 1829年）。

## 生涯
ペーターはホルシュタイン＝ゴットルプ家の公子ゲオルク・ルートヴィヒ（クリスティアン・アウグストの末息子）と、シュレースヴィヒ＝ホルシュタイン＝ゾンダーブルク＝ベック家の公女ゾフィー・シャルロッテの息子として生まれた。彼はまず伯父のオルデンブルク公フリードリヒ・アウグスト1世の居城で養育され、次いで従姉のロシア女帝エカチェリーナ2世の手許に引き取られた。またスウェーデン王アドルフ・フレドリクもペーターの伯父であった。
1776年、ペーターは従兄でオルデンブルク公家の世継ぎであるヴィルヘルムの後任として、リューベック司教領の補佐司教に就任した。1785年に伯父のフリードリヒ・アウグスト1世が死ぬと、ペーターは精神疾患であったヴィルヘルムに代わりオルデンブルク公国及びリューベック司教領の事実上の統治者となったが、公爵位を継いだヴィルヘルムが1823年に死ぬまでは、オルデンブルク公の称号を名乗らなかった。
1803年の帝国代表者会議主要決議において、ペーターはオルデンブルク領内のエルスフレター・ヴェーザー税関をハノーファー選帝侯領に譲り、それと引き換えにハノーファーからヴィルデスハウゼンを、そしてハノーファーが支配するミュンスター司教領からヴェヒタ及びクロッペンブルクをそれぞれ獲得した。またリューベック司教領はオルデンブルク公国の領内に正式に組み込まれた。
1806年、オルデンブルク公国はオランダ軍とフランス軍によって占領された。オルデンブルク領内のファーレルとクニプハウゼン領は、フランスの衛星国であるオランダ王国に奪われた。ペーターはナポレオンの開いたエルフルト会議に出席することを余儀なくされ、1808年にはライン同盟に加盟した。こうした譲歩も空しく、オルデンブルクは1810年にナポレオンによって征服され、フランス帝国に併合された。ペーターは補償としてエルフルト侯領を譲られることになったが、これを受けようとはせず、家族を連れてロシアに亡命した。
1813年、ナポレオンが失脚したのに伴ってペーターはオルデンブルクに帰国し、オルデンブルクとイェーファー領の統治を任された。ペーターは領内の一般民にも兵役を課そうと考えるようになり、オルデンブルク歩兵連隊を創設した。1815年のウィーン会議の決定により、オルデンブルクの君主には「大公」の称号が与えられたが、ヴィルヘルムもペーターもこの称号を名乗らず、ペーターの息子アウグストが1829年に即位したときに初めて公称した。オルデンブルクはウィーン会議に際し、ビルケンフェルトなどの領土を獲得した。

## 子女
1781年、ヴュルテンベルク公フリードリヒ・オイゲンの娘フリーデリケと結婚したが、1785年に死別した。夫妻は2人の息子をもうけた。
- アウグスト（1783年 - 1853年） - オルデンブルク大公
- ゲオルク（1784年 - 1812年）

| 爵位・家督                       | 爵位・家督                           | 爵位・家督                          |
| -------------------------------- | ------------------------------------ | ----------------------------------- |
| 先代 フリードリヒ・アウグスト1世 | リューベック領主司教 1785年 - 1803年 | 次代 世俗化しリューベック侯領となる |
| 先代 ヴィルヘルム                | オルデンブルク大公 1823年 - 1829年   | 次代 アウグスト                     |